# Прорубь (фильм)
«Про́рубь» — экспериментальный российский художественный фильм 2017 года режиссёра Андрея Сильвестрова по пьесе Екатерины Троепольской и Андрея Родионова. Премьера состоялась на фестивале Кинотавр.

## Сюжет
Вся страна — люди разного возраста, достатка, профессий — смотрят телевизор. Все телевизионные передачи — новости, ток-шоу, даже сериалы — посвящены одному и тому же — купанию в зимней проруби. Президент ловит в проруби говорящую щуку, беглый олигарх прячет там свои миллионы, художник-аквалангист устраивает перформанс, а фрилансер становится одновременно Орфеем и Садко.

## В ролях
| Актёр             | Роль               |
| ----------------- | ------------------ |
| Андрей Родионов   | фрилансер Афанасий |
| Ксения Орлова     | жена Афанасия      |
| Дмитрий Брусникин | президент          |
| Михаил Ефремов    | олигарх            |
| Денис Ясик        |                    |
| Анна Монгайт      | телеведущая        |
| Денис Катаев      | телеведущий        |

## История создания
Сценарий фильма создан по стихотворной пьесе драматурга Екатерины Троепольской и поэта Андрея Родионова, при этом инициатором создания пьесы был сам режиссёр Андрей Сильвестров. Жанр пьесы авторы определяют как «поэтический вербатим»: «Мы берём журналистский текст, от себя ничего не добавляем, но переставляем слова местами так, чтобы рифмы вылезали в конце строки». Отдельные строки взяты из теле- и радиопередач, с интернет-форумов (например, форумов общения приверженцев ЗОЖ) и даже из сонников.
Съёмки фильма длились два года. Сцена ток-шоу «На дне» действительно снималась под водой в бассейне для тренировки дайверов, а в качестве актёров массовки были привлечены профессиональные спортсменки-синхронистки. Роль ведущего ток-шоу сыграл сам режиссёр.
Часть средств для съёмок была получены путем краудфандинга, остальная часть — это собственные деньги режиссёра и продюсеров. Актёры снимались бесплатно.

## Критика
«Пятый режиссерский полный метр Андрея Сильвестрова с первых кадров определяет правила игры. Перед нами остросоциальный гротеск, опасно близкий к оригиналу и местами неотличимый от него; окарикатуренная, шаржированная реальность, хоть и альтернативная, с элементами волшебной сказки, но до оторопи совпадающая с современной Россией <…>. И все же в деле осуждения чего и кого бы то ни было — власти или ее подданных — Андрей Сильвестров нам не союзник: для этого он чересчур свободен от ригоризма, в том числе оправданного и уместного. <…> И вот тут основное зрительское затруднение: несмотря на мощную потенцию изначального сатирического узнавания, фильм стремится выскользнуть из как бы реализма в неопределенное пространство сложного художественного эксперимента» (Евгений Майзель).
Критики назвали картину «битвой автора Андрея Сильвестрова за возвращение зрителя в реальный мир», «мрачным шоу» , «в меру безумным российским экспериментом о силе телевидения» и «кино о представителях окружающего идиотизма и победившем в России постмодерне». Фильмом, показавшим, что «способ победы над окружающим абсурдом тот же, что и всегда, — любовь» , «метафорой современной России» , вступившей в «эру виртуального мира» .

## Рецензии
- «Прорубь»: Рыба об лед // А. Гореликов, Сеанс, 23. 08. 2017
- Одно сплошное телевидение // Б. Иванов, film.ru